# Capesthorne
Capesthorne var en civil parish från 1866 till 1936 då den blev en del av Siddington, i grevskapet Cheshire, i England. Civil parish var belägen 7 km från Macclesfield och hade 97 invånare år 1931. Byn nämndes i Domedagsboken (Domesday Book) år 1086, och kallades då Copestor.